# ピカピカ (Peaky SALTの曲)
「ピカピカ」は、Peaky SALTの2枚目のシングル。

## 解説
2009年4月8日発売。ハウス食品『こんがりポテト』CMソングで、CMには四人も出演している。
作詞は三浦祐太朗（#1,2）、作曲は岩楯公秀（#1）、古銭友一郎（#2）。カップリング曲「PICTURE BOOK」は、イギリスのロックバンド・キンクスのカバー曲である。

## 収録曲
1. ピカピカ
  - ハウス食品『こんがりポテト』CMソング
  - 日本テレビ系『音楽戦士 MUSIC FIGHTER』2009年4月度POWER PLAY
  - 東日本放送制作東北6県ブロックネット『ひるまにあん』コーナーテーマソング
  - 中京テレビ放送『SPORTS STADIUM』2009年4月度エンディングテーマ
  - FM OSAKA『MUSIC COASTER』2009年4月度エンディングテーマ
  - 広島FM『9ジラジ』2009年4月度エンディングテーマ
2. WITH
  - アルバム「Peaky SALT」に、ストリングスを追加したアルバムバージョンが収録された。
3. PICTURE BOOK